# Pedregal de Matalacas
Pedregal de Matalacas es un caserío peruano ubicado en el distrito de Pacaipampa, perteneciente a la provincia de Ayabaca del departamento de Piura, al norte del Perú. 

## Ubicación
Pedregal de Matalacas se ubica al sur de la provincia de Ayabaca, en el distrito de Pacaipampa, en el departamento de Piura.

## Demografía
En 2017 Pedregal de Matalacas tenía una población de 191 habitantes.
| Gráfica de evolución demográfica de Pedregal de Matalacas entre 1993 y 2017 |
|                                                                             |
| Fuentes: Población 1993 y 2017                                              |